# Джонні Янг
Джо́нні «Мен» Янг (англ. Johnny «Man» Young), повне ім'я Джон О́лівер Янг (англ. John Oliver Young; 1 січня 1918, Віксбург, Міссісіпі — 18 квітня 1974, Чикаго, Іллінойс) — американський блюзовий співак, виконавець на мандоліні і гітарист. Грав з Карлом Мартіном, Чарлзом Мак-Коєм, Єнком Рейчеллом, Робертом Найтгоком, Сонні Бой Вільямсоном, Мадді Вотерсом, Волтером Гортоном, Отісом Спенном та ін.
Янг — один із небагатьох виконавців на мандоліні у післявоєнному блюзі (звідси отримав прізвисько «Man» від слова «mandolin»).

## Біографія
Джон Олівер Янг народився 1 січня 1918 року у Віксбурзі, штат Міссісіпі. Син Гораса Янга і Неллі Вільямса, племінник Ентоні Вільямса; двоюрідний брат Генрі Вільямса і Джонні Вільямса. В дитинстві спочатку пробував грати на губній гармоніці, а потім переключився на гітару і самостійно освоїв мандоліну. У 1930-х роках періодично виступав у Мемфісі (Теннессі) і в рідному Віксбурзі. У юності зазнав впливу таких виконавців як Міссісіпі Шейкс, Мемфіс Мінні і брати Мак-Кой. У 1930-х роках грав у струнному гурті в Роллінг-Форк, штат Міссісіпі. Також стверджував, що працював зі Сліпі Джоном Естесом і Геммі Ніксоном в штаті Теннессі до свого переїзду в Чикаго у 1940 році.
В 1943 році грав з Сонні Бой Вільямсоном і Мадді Вотерсом. Став одним із найперших музикантів, що очолив електричний гурт у Чикаго, а також одним з найперших вихідців з півдня, що зробив свої записи у 1947 і 1948 роках. Його перший запис був зроблений у 1947 році на лейблі Ora Nelle — «Money Taking Woman»/«Worried Man Blues». На другій сесії наприкінці 1948 року до Янга і Вільямса приєднався Снукі Прайор. Сингл вийшов під назвою «Man Young» на лейблі Planet. Ще одна сесія для J.O.B. залишилась невиданою («Blues and Trouble» і «One More Time»), а після сесії зі Снукі Прайором для Vee-Jay, Янг пішов з блюзової сцени у 50-х роках. З 1948 по 1963 роки не записувався, однак регулярно виступав зі своїм гуртом в районі блошиного ринку на Максвелл-стріт. Там ж, познайомився з продюсером Пітом Велдінгом, для якого зробив декілька записів. У 1960-х Янг став популярною фігурою на фестивалях і концертах у період відродження інтересу до блюзу. З 1969 року і до самої смерті, був постійним учасником гурту Боба Ріді, взявши участь у записі його альбом Lake Michigan Ain't No River (Rounder, 1973).
З 1963 року Янг регулярно робив записи. У 1966 році вийшов дебютний альбом Johnny Young and his Chicago Blues Band на лейблі Arhoolie, в записі якого взяли участь члени гурту Мадді Вотерса (зокрема Отіс Спенн і Джеймс Коттон). Того ж року разом зі своїм гуртом записався для відомої серії Chicago/The Blues/Today! лейблу Vanguard Records (Янг вийшов у 3-му томі спільно з Джонні Шайнсом). Наступний альбом Chicago Blues (1968) був записаний у співпраці з Волтером Гортоном і випущений також Arhoolie. За ними послідували I Can't Keep My Foot from Jumping (BluesWay, 1973) і Johnny Young and his Friends (Testament, 1975). У 1972 році виступив на Американському фолк-блюзовому фестивалі в Німеччині.
Помер 18 квітня 1974 року від серцевого нападу в Чикаго у віці 56 років. Похований на кладовищі Лінкольн в Урбані (Іллінойс).

## Дискографія

### Альбоми
- Johnny Young and his Chicago Blues Band (Arhoolie, 1966)
- Chicago/The Blues/Today! Vol 3 (Vanguard, 1966; спільно з Джонні Шайнсом)
- Chicago Blues (Arhoolie, 1968)
- Fat Mandolin (Blue Horizon, 1970)
- I Can't Keep My Foot from Jumping (BluesWay, 1973)
- Johnny Young and his Friends (Testament, 1975)

### Сингли
- «Money Taking Woman»/«Worried Man Blues» (Ora Nelle, 1947)
- «My Baby Walked Out»/«Let Me Ride Your Mule» (Planet, 1948)
- «All I Want For Breakfast»/«Humpty Dumpty» (U.S.A., 1963)
- «Slam Hammer»/«Wild, Wild Woman» (Arhoolie, 1966)